# Macelij u Pompejima
Macelij u Pompejima nalazio se na Forumu. Kao tržnica namirnica (ili macelij) Pompeja bio je jedna od središnjih točaka antičkog grada. Zgrada je građena u nekoliko faza. Kada je potres 62. godine uništio velike dijelove Pompeja, Macellum je također oštećen. Arheološka iskapanja u modernom dobu otkrila su zgradu koja još uvijek nije bila u potpunosti popravljena do erupcije Vezuva 79.
Istraživačima je posebno zanimljiv dio Macelija koji se nalazi na istočnoj strani za koji se smatra da je bio posvećen kultu cara. To pokazuje koliko su carevi imali središnju ulogu u životima Rimljana već u 1. stoljeću. Ostale prostorije na zapadnoj strani također su zanimljive kao primjeri poveznice gospodarskog i javnog života. Osim toga, tržnica je svjedočanstvo svakodnevne kulture Rimljana, koju ilustriraju arheološki nalazi poput ostataka hrane, predmeta svakodnevne uporabe i potrepština, pa sve do primjeraka rimskih zidnih slika.

## Položaj
Macelij u Pompejima nalazi se izvan sjeveroistočnog kuta foruma. Kako je grad nastavio rasti, bilo je potrebno smanjiti pritisak na forum. Kada je Macellum prvi put otkriven, zbog dvanaest baza stupova u središtu, iskopavači su prvo vjerovali da je to neka vrsta panteona, hrama posvećenog mnogim bogovima.:str. 278., 283. Međutim, kada su naknadna iskapanja otkrila ostatke žitarica i voća na sjevernoj strani zgrade te riblje krljušti i kosti u sredini dvorišta, arheolozi su shvatili da je riječ o tržnici.
Macelij je imao tri ulaza: dva glavna ulaza, jedan na sredini zapadne strane foruma i jedan na sredini sjeverne strane na Via degli Augustali (lokalna cesta), te sporedni ulaz na jugoistoku do kojeg se moglo doći malim stepenicama.
Oblik Macelija malo je neusklađen s forumom jer se morao smjestiti između dviju cesta koje su ga okruživale na sjeveru i jugu, Via degli Augustali i Vico del Balcone Pensile. Da bi se to kompenziralo, dućani koji se naslanjaju na forum na zapadnoj strani su se širili od juga prema sjeveru.

## Konstrukcijske značajke

### Ulaz i zapadna strana
Tri znatno restaurirana mramorna stupa s trijema foruma, s korintskim kapitelima, ostala su stajati ispred pročelja. Donja trećina dvaju stupova ukrašena je kanelirima u obliku cijevi, dok u gornjem dijelu nema kanelira. Dio trabeacije ostaje na vrhu kapitela. Predvorje macelija bilo je posebno usko povezano s trijemom foruma. Dva reda stupova dizala su se jedan iznad drugoga bez međurazine. Stoga je trijem izgledao više kao fasada.
Podnožja za počasne kipove, koja su stajala iza svakog stupa, također su još uvijek na mjestu, ali im nedostaje izvorna mramorna obloga. Daljnje baze za počasne kipove nalazile su se ispred kutnih stupova taberni (trgovina) na pročelju zgrade. Ovi prostori izgrađeni u opus incertum (klesani kamen) vjerojatno su bili mjenjačnice. Daljnji trijem se sigurno nalazio unutar samog macelija, ali nijedan od njegovih stupova nije ostao. Jedini prepoznatljivi tragovi su vododerina i znakovi gdje su u njoj stajali stupovi.
Glavni ulaz bio je podijeljen na dva dijela edikulom za kip s dva elegantna korintska stupa. Kip je vjerojatno bio carski, u kojem slučaju se pretpostavlja da je carski kult započeo na ulazu u macelij. Oba su stupa ukrašena himerama, koje izvorno nisu bile dio macelija, ali su pripadale jednoj od glavnih grobnica: Tomba delle Ghirlande (grob s vijencem) na Via del Sepolchri (Ulica grobova) prije vrata Herkulaneja.:str. 181. Himere vjerojatno nisu proizvedene u Pompejima, nego vjerojatno potječu iz radionice u Grčkoj. No, također je moguće da su proizvedeni u neoatičkoj radionici u Napulju ili Puteoli.:str. 181.
Osim toga, na zapadnoj strani sačuvan je primjer četvrtog stila rimskog (tzv. pompejskog) dekorativnog zidnog slikarstva. Očigledno datira u razdoblje nakon velikog potresa 62. godine. Iznad postolja su slikana polja crne boje obrubljena crvenom bojom. U središtu svake je prikazana mitološka scena. U njima se mogu prepoznati Penelopa koja prepoznaje Odiseja koji se vratio, Io koju nadgleda Argus i Medeja koja razmišlja o smrti svoje djece. Između pojedinačnih ploča nalaze se arhitektonske vizure na bijeloj pozadini, sa zelenim i blijedocrvenim zgradama prikazanim u perspektivi.
Delikatni arhitektonski elementi dominiraju crnim pločama i dijele gornji prostor na polja u kojima su na plavoj pozadini prikazani pojedinačni likovi. Vidi se djevojka sa žrtvenim priborom i satir koji svira aulos. Iznad njih, na velikim zidnim pločama naslikane su mrtve prirode s pticama, peradi, staklenkama za vino, voćem, cvijećem, košarama i ribama u stilu sličnom narodnoj umjetnosti. Ovi prikazi olakšavaju identifikaciju građevine kao macelija.  Druga slika prikazuje magarca kojeg Kupidi krune vijencima. Uz njega se vide mlinsko kamenje. Ova slika vjerojatno simbolizira svetkovinu Veste, na kojoj su magarci bili oslobođeni posla.

### Dvorište, sjever i jug
S ulaza se ulazi u veliko dvorište. Nisu pronađeni tragovi trijema koji bi ovdje trebao biti; vrlo je vjerojatno da je uništen u potresu 62. godine n. e . i još nije obnovljen do trenutka erupcije. Naime, iskopavanjem je otkrivena sedrena baza (stilobat) za kolonadu na sjevernoj strani i za malu na zapadnoj strani. Vjerojatno stupovi trijema još uopće nisu bili podignuti. To nije bio jedini dokaz obnove: zidovi unutarnje ograde te prostori na jugu i istoku također potječu iz obnove nakon 62. godine. Sastoje se od opus incertum. Samo su kutni stupovi građeni od opeke i sitnih kockica od tufa u opus listatumu (zidanje u kojem se opeka izmjenjuje sa sitnim kamenčićima).
S obje strane sporednog ulaza nalazilo se dvanaest trgovina hranom. Bili su smješteni na sjevernoj strani kako bi njihova roba bila zaštićena od jakog sunca i ostala svježa. Ovdje su pronađene smokve, grožđe, kesteni, mahunarke, kruh, kolači, amfore i voće u teglama (sada u Napuljskom muzeju). Taberne su izlazile na Via delli Augustali i nisu bile povezane s unutrašnjosti Macelija. Istočni zid i zapadni dio sjevernog zida su opus incertum do visine 1,35 m, iznad kojih se sastoje od vapnenca i tufa. Iznad dućana nalazili su se tavani u kojima su stanovali mesarski pomoćnici i ostalo osoblje. Ispred tavana pružala se drvena galerija. Budući da nisu pronađene unutarnje stepenice, pristup je morao biti izvan Macelluma.
Na južnoj strani, neposredno uz dvoranu za meso i ribu na Via del Balcone Pensile, nalazi se treći ulaz. Nakon što je podignut lararij, Via del Balcone Pensile postala je slijepa ulica. Do visine svetišta (cca 13 m), vanjski zid je građen od opus reticulatum (zidan od pravokutnog kamena poredanog poput šahovnice ili mreže). Ovo zidanje sastoji se od raznobojnog tufa poredanog u redove i okruženog pilastrima od opeke. Ovaj šareni zaslon učinio je premaz štukature nepotrebnim. Prema mišljenju nekih arheologa, ovo bi mogao biti najljepši primjer zida iz posljednje faze izgradnje Pompeja.:str. 183. Naslanja se na zid opus incertum (jasno starije zidanje, pretpostavlja se iz ranije faze gradnje). Unutar Macelija na južnoj strani nalazi se dvanaest trgovina. Ukupno su iste veličine i konstrukcije. Bili su namijenjeni prodaji prehrambenih namirnica, vjerojatno mesa i ribe.

### Središnja struktura
U sredini Macelluma nalazi se prethodno spomenutih dvanaest baza stupova, koje su izrađene od sedre i raspoređene tako da definiraju dvanaesterokutni prostor. U početku se smatralo da su ostaci okruglog svetišta ili tolosa.:str. 281. U njemu bi se nalazio bunar i bazen. Smatralo se da je rotunda nalikovala drugim macelijima, možda razrađenim istočnogrčkim i afričkim modelima ili rimskim primjerima kao što je onaj u Pozzuoliju. Međutim, iskapanja Amedea Maiurija razjasnila su da su baze stupova i prostor unutar njih imali drugačiju funkciju. Kako dokazuju mnoge riblje kosti i ljuske otkrivene u koritu za odvodnjavanje koje se ulijevalo u sredinu, prostor je bio namijenjen prodaji ribe. Ovdje su im izvađene utrobe i očišćene.:str. 184.
Podnožja od dvanaest stupova držala su drvene stupove, koji su bili ukopani u zemlju i pričvršćeni za podnožja. Stupovi su nosili drveni krov. Pretpostavlja se da je u sredini prostora bio bunar, ali nije bilo bazena. Baze su obnovljene u 19. stoljeću, nakon što su otkrivene u vrlo lošem stanju. Unutarnje područje je obrubljeno niskim mramornim rubom, namijenjenim sprječavanju izlijevanja vode iz sredine prema van. Pod se sastoji od mješavine pločica od drobljenog kamena, sedre, mramora i morta. Kada je ovo područje iskopavala grupa predvođena Giuseppeom Fiorellijem, ono se još uvijek smatralo nekom vrstom panteona i tako je prvotno dobilo taj naziv.:str. 17.

### Soba carskog kulta
Još tri prostorije nalazile su se na istočnoj strani. Oni su na višoj razini od ostatka mcelija. Prostor u sredini bio je posvećen carskoj obitelji, soba kulta cara. Neke knjige ovaj prostor nazivaju sacellumom, ili kapelom. Do nje se dolazi stubištem od pet stepenica. U usporedbi s ostalima, ova je soba vrlo jednostavno uređena. Ulaz je bio ukrašen šablonom. Na stražnjem zidu nalazi se postolje, a sa svake strane u bočne zidove uvučene su dvije niše.
U nišama s desne strane nalaze se gipsani odljevi (loše kopije po mišljenju nekih arheologa) dvaju kipova koji su ovdje pronađeni. Izvornici se sada nalaze u Nacionalnom muzeju u Napulju. Pogrešno se vjerovalo da su slični Marcelu i Oktaviji.:str. 282. Marcel je bio pokrovitelj Pompeja, tako da je pretpostavka bila valjana. Pretpostavlja se da su figure u ostalim nišama Agripina i Neron. Danas se vjeruje da su to dva druga, još neidentificirana člana carske obitelji. Osim toga, ovdje je pronađena ruka s globusom u rukama. Možda je pripadao kipu cara.:str. 282.
Prema mišljenju Heinricha Nissena, stražnji zid prostorije već je bio probijen u antici i uklonjena su tri od pet kipova. Nadalje, vidio je samo dvije moguće kombinacije kipova:
1. U središnjem položaju kip Augusta kao Jupitera s globusom u ruci, u nišama desno Livije i Druz, a u nišama lijevo Tiberije i Germanik.[1]:str. 282.
2. Vjerojatnije je, međutim, da je kip Jupitera stajao na postolju u središtu stražnjeg zida, a Livija i August stajali su u nišama s lijeve strane, a Druz i Tiberije u onima s desne strane. Tijekom svog života, August se nikada nije prikazivao kao Jupiter s globusom.[1]:str. 282.

Nissen je dvije postojeće statue smatrao Livijom i Druzom.:str. 282. U prilog ovoj identifikaciji naveo je da se sljedeći natpis mogao nalaziti ispod kipa koji je identificirao kao Liviju:
| AVGVSTAE.IVLIAe DRVSI.F DIVI.AVGVSTI D.D. |

Više od stotinu godina kasnije, Paul Zanker iznio je gledište da je August doista dao sebe prikazati kao Jupitera i da su u nišama s desne strane bili ljudi kojima je grad ukazao čast, a koji su zaslužili priznanje na tržnici. Čovjek, koji je vjerojatno već umro u vrijeme postavljanja kipa, prikazan je herojski prenaglašeno po uzoru na cara, sa spuštenim bokovima i golim gornjim dijelom trupa. Žena je prikazana kao svećenica, s vijencem i posudom tamjana. Ona je možda bila sacerdos publica, koja je imala važnu ulogu zaštitnice.
Zidovi su ovdje opus listatum i opus incertum. Bočni zidovi stubišta izvedeni su u opus lateritiumu (cigla). Nažalost, sačuvano je samo nekoliko tragova izvorne štukature.

### Prostorije za prodaju mesa
Prostorija uz carsku kultnu prostoriju s lijeve strane vjerojatno je služila za žrtvene gozbe i vjerske obrede od strane kolegija ili udruge odgovorne za provođenje carskog kulta. S obzirom na okolicu, nije vjerojatno da su se ovdje slavili bogovi osim genija cara. Prema drugim, starijim teorijama, bila je to dvorana za bankete trgovačke zadruge,:str. 19 odnosno sjedište trgovišta.:str. 283. Odmah lijevo od ulaza u ovu prostoriju pronađeno je preko tisuću novčića. To bi moglo predstavljati riznicu kolegija ili dnevni promet trgovca. Drugi izvori izvješćuju da je blago pronađeno odmah na sjevernom ulazu:str. 19 ili u prostoriji za prodaju mesa.:str. 283. Ispred prostorije društva pronađeni su kosturi ovaca, lubanje volova i kosti; vjerojatno je na ovom mjestu postojao prostor odvojen za žrtvene životinje ili ograđeni prostor za životinje koje su bile za prodaju.
U unutrašnjosti je vidljiv oltar postavljen desno. Sastoji se od dva sloja mramora s bazaltnom pločom na vrhu. Ploča ima uzdignut rub i rupu u jednom kutu, što upućuje na to da je žrtvenik služio za ljevanice. Značenje podija obloženog mramorom uz južni zid ostaje nejasno. Pretpostavlja se da je, poput velikih bočnih niša u Eumachijinoj zgradi, služio kao mjesto za stajanje praecona (navjestitelja ili vjesnika) i argentarija (mjenjača novca).:str. 183. Ali pretpostavljeni religijski značaj sobe argumentira ovu hipotezu. Ovdje su pronađene i dvije male zidne slike Kupidona. Na jednoj slici vide se kako piju vino i sviraju liru; u drugom su prikazani kako prinose žrtve. Nissen je predložio da podij posluži kao mjesto za slike lara. U prostoriji desno od carske kultne prostorije prodavala se riba i meso. Šalter u trgovini se proteže oko tri strane (sjeverno, istočno i južno) ove prostorije. U ovom pultu postoji jedan prekid u sredini istočnog zida, a na južnom zidu pult završava nakon otprilike četvrtine dužine zida. Lijeva polovica radne plohe opremljena je posebnim uređajem koji je služio za skupljanje otjecanje vode i usmjeravanje u mali odvodni žlijeb na južnoj strani. Ova je polovica vjerojatno bila namijenjena prodaji ribe. Cijeli pult se lagano naginje, kako bi tekućina mogla otjecati.

## Povijest gradnje
Istraživanje povijesti izgradnje Macelija datira od Amedea Maiurija. Zgrada koju danas vidimo datirana je u 130. – 120 pr. Kr., ali joj je prethodila ranija građevina sličnih dimenzija na istom mjestu. Ta zgrada, međutim, nije imala središnju rotondu. Na sjevernoj i južnoj strani raspored prvobitnog trijema odgovarao je onom u kasnijoj zgradi; i na istočnoj i na zapadnoj strani, naprotiv, bila je prostranija. S južne strane nalazio se niz manje dubokih taberna i različito pregrađenih. Na istočnoj strani bilo je nekoliko prostorija s atraktivnim zidnim ukrasima u prvom stilu i drugom kolonadom na pročelju.
Pročelje se razlikovalo od pročelja kasnije građevine: izdignuto je naprijed, bliže forumu. Otvorena tržnica bila je prekrivena pažljivo uglačanim i uredno zbijenim kamenim pločnikom. Taberne su imale pod od kamenih iverja i sloja žbuke. U prostorijama na istočnoj strani žbuka je miješana od drobljene opeke (zvane opus signinum). Na otkrivenoj tržnici popločenje je bilo u uporabi do 62. godine; u zatvorenim prostorima postupno je zamijenjen opus signinumom .
U julijevsko-klaudijevskom razdoblju kompleks je preuređen i poprima svoj konačni oblik. Izvorne kolonade od tufa u početku su zadržane, ali su na zapadnoj strani probijene kako bi se podigla sveta edikula opus incertum, koja je brzo ponovno zaboravljena. Ovoj fazi gradnje pripadaju i taberne sa zapadne i sjeverne strane. Međutim, najveći dio građevine datira iz razdoblja nakon potresa 62., što je tada dovelo do potpunog napuštanja kolonada od sedre.
Sačuvan je samo donji kat, no postojao je i gornji kat, u kojem se pretpostavlja da su bile tavanske prostorije za radnike macelija. Pristup katu bio je drvenim stubištem koje je vodilo na drvenu galeriju s koje se moglo doći do soba.

## Vanjske poveznice
|  | Zajednički poslužitelj ima još gradiva o temi Macelij u Pompejima |